# Polyphaenis albibasis
Polyphaenis albibasis là một loài bướm đêm trong họ Noctuidae.